# インスペクター・デック
インスペクタ・デック（Inspectah Deck, 本名：ジェイソン・リチャード・ハンター (Jason Richard Hunter)、1970年7月6日 - ）は、アメリカニューヨーク州ブロンクス区出身のヒップホップ・アーティスト。ウータン・クランの一員。
ソロのアーティストとして、オール・ダーティー・バスタードやメソッド・マンほどの成功を収めたとは言えないが、デビュー以来、グループの一員としてそれなりの存在感を示してきた。また、「C.R.E.A.M」や「トライアンフ」などの大ヒット曲の中でも、素晴らしいパフォーマンスを見せた。

## ディスコグラフィー

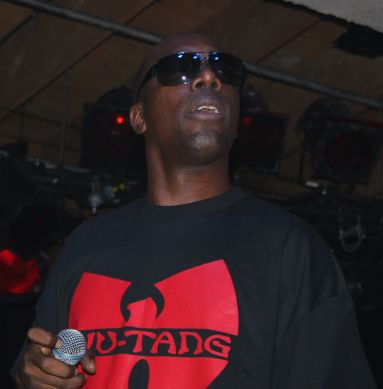
2006年、サンフランシスコ

- Uncontrolled Substance（1999年）
- The Movement（2003年）
- The Resident Patient（2006年）
- Manifesto（2010年）
- Chamber No.9（2019年）